# Mistrovství Evropy v plážovém volejbalu
Mistrovství Evropy v plážovém volejbalu je turnaj v plážovém volejbalu, organizovaný Evropskou volejbalovou konfederací (CEV – European Volleyball Confederation). Pravidla CEV umožňují účast více týmů z jednoho státu, takže jeden stát může v daném roce získat více než jednu medaili v rámci soutěžní kategorie (muži, ženy). Naposledy se to stalo v roce 2017 v soutěži žen.
První turnaj se uskutečnil v roce 1993 a je organizovaný každý rok. První turnaj žen se uskutečnil v roce 1994. Od roku 1995 se tyto turnaje spojily a jsou organizovány každým rokem.

## Přehled evropských šampionátů mužů
| Poř. | Rok     | Město                                | Zlato      | Stříbro    | Bronz      |
| ---- | ------- | ------------------------------------ | ---------- | ---------- | ---------- |
| 1.   | ME 1993 | Almería                              | Francie    | Norsko     | Itálie     |
| 2.   | ME 1994 | Almería                              | Norsko     | Španělsko  | Německo    |
| 3.   | ME 1995 | Saint-Quay-Portrieux                 | Nizozemsko | Česko      | Itálie     |
| 4.   | ME 1996 | Pescara                              | Česko      | Německo    | Itálie     |
| 5.   | ME 1997 | Riccione                             | Norsko     | Norsko     | Švýcarsko  |
| 6.   | ME 1998 | Rhodos                               | Švýcarsko  | Norsko     | Norsko     |
| 7.   | ME 1999 | Palma de Mallorca                    | Švýcarsko  | Španělsko  | Norsko     |
| 8.   | ME 2000 | Getxo                                | Švýcarsko  | Švýcarsko  | Norsko     |
| 9.   | ME 2001 | Jesolo                               | Švýcarsko  | Švýcarsko  | Norsko     |
| 10.  | ME 2002 | Basilej                              | Německo    | Švýcarsko  | Norsko     |
| 11.  | ME 2003 | Alanya                               | Rakousko   | Německo    | Švýcarsko  |
| 12.  | ME 2004 | Timmendorfer Strand                  | Německo    | Švýcarsko  | Švýcarsko  |
| 13.  | ME 2005 | Moskva                               | Španělsko  | Švýcarsko  | Německo    |
| 14.  | ME 2006 | Haag                                 | Německo    | Nizozemsko | Švýcarsko  |
| 15.  | ME 2007 | Valencie                             | Rakousko   | Nizozemsko | Německo    |
| 16.  | ME 2008 | Hamburk                              | Nizozemsko | Německo    | Rusko      |
| 17.  | ME 2009 | Soči                                 | Nizozemsko | Rakousko   | Španělsko  |
| 18.  | ME 2010 | Berlín                               | Nizozemsko | Rakousko   | Lotyšsko   |
| 19.  | ME 2011 | Kristiansand                         | Německo    | Německo    | Nizozemsko |
| 20.  | ME 2012 | Scheveningen                         | Německo    | Nizozemsko | Norsko     |
| 21.  | ME 2013 | Klagenfurt                           | Španělsko  | Lotyšsko   | Polsko     |
| 22.  | ME 2014 | Cagliari                             | Itálie     | Lotyšsko   | Rakousko   |
| 23.  | ME 2015 | Klagenfurt                           | Lotyšsko   | Itálie     | Nizozemsko |
| 24.  | ME 2016 | Biel                                 | Itálie     | Rusko      | Polsko     |
| 25.  | ME 2017 | Jūrmala                              | Itálie     | Lotyšsko   | Nizozemsko |
| 26.  | ME 2018 | Apeldoorn, Rotterdam, Haag a Utrecht | Norsko     | Lotyšsko   | Španělsko  |
| 27.  | ME 2019 | Moskva                               | Norsko     | Rusko      | Rakousko   |
| 28.  | ME 2020 | Jūrmala                              | Norsko     | Rusko      | Itálie     |
| 29.  | ME 2021 | Vídeň                                | Norsko     | Nizozemsko | Ukrajina   |
| 30.  | ME 2022 | Mnichov                              | Švédsko    | Česko      | Norsko     |
| 31.  | ME 2023 | Vídeň                                | Švédsko    | Nizozemsko | Polsko     |
| 32.  | ME 2024 | Haag, Arnhem a Apeldoorn             | Lotyšsko   | Německo    | Nizozemsko |
| 33.  | ME 2025 | Düsseldorf                           | Norsko     | Švédsko    | Nizozemsko |

Medaile dle zemí
| Poř. | Země       | Zlato | Stříbro | Bronz | Celkem |
| ---- | ---------- | ----- | ------- | ----- | ------ |
| 1    | Norsko     | 7     | 3       | 7     | 17     |
| 2    | Německo    | 5     | 5       | 3     | 13     |
| 3    | Nizozemsko | 4     | 5       | 5     | 14     |
| 4    | Švýcarsko  | 4     | 5       | 4     | 13     |
| 5    | Itálie     | 3     | 1       | 4     | 8      |
| 6    | Lotyšsko   | 2     | 4       | 1     | 7      |
| 7    | Rakousko   | 2     | 2       | 2     | 6      |
| 7    | Španělsko  | 2     | 2       | 2     | 6      |
| 9    | Švédsko    | 2     | 1       | 0     | 3      |
| 10   | Česko      | 1     | 2       | 0     | 3      |
| 11   | Francie    | 1     | 0       | 0     | 1      |
| 12   | Rusko      | 0     | 3       | 1     | 4      |
| 13   | Polsko     | 0     | 0       | 3     | 3      |
| 14   | Ukrajina   | 0     | 0       | 1     | 1      |

## Přehled evropských šampionátů žen
| Poř. | Rok     | Město                                | Zlato      | Stříbro    | Bronz      |
| ---- | ------- | ------------------------------------ | ---------- | ---------- | ---------- |
| 1.   | ME 1994 | Espinho                              | Německo    | Česko      | Itálie     |
| 2.   | ME 1995 | Saint-Quay-Portrieux                 | Německo    | Norsko     | Německo    |
| 3.   | ME 1996 | Pescara                              | Česko      | Německo    | Itálie     |
| 4.   | ME 1997 | Riccione                             | Itálie     | Itálie     | Česko      |
| 5.   | ME 1998 | Rhodos                               | Česko      | Nizozemsko | Itálie     |
| 6.   | ME 1999 | Palma de Mallorca                    | Itálie     | Francie    | Česko      |
| 7.   | ME 2000 | Getxo                                | Itálie     | Německo    | Nizozemsko |
| 8.   | MS 2001 | Jesolo                               | Řecko      | Švýcarsko  | Německo    |
| 9.   | ME 2002 | Basilej                              | Itálie     | Nizozemsko | Česko      |
| 10.  | ME 2003 | Alanya                               | Německo    | Německo    | Itálie     |
| 11.  | ME 2004 | Timmendorfer Strand                  | Švýcarsko  | Norsko     | Itálie     |
| 12.  | ME 2005 | Moskva                               | Řecko      | Nizozemsko | Německo    |
| 13.  | ME 2006 | Haag                                 | Rusko      | Nizozemsko | Norsko     |
| 14.  | ME 2007 | Valencie                             | Řecko]     | Německo    | Norsko     |
| 15.  | ME 2008 | Hamburk                              | Německo    | Norsko     | Norsko     |
| 16.  | ME 2009 | Soči                                 | Lotyšsko   | Německo    | Švýcarsko  |
| 17.  | ME 2010 | Berlín                               | Německo    | Německo    | Finsko     |
| 18.  | ME 2011 | Kristiansand                         | Itálie     | Rakousko   | Německo    |
| 19.  | ME 2012 | Scheveningen                         | Nizozemsko | Řecko]     | Španělsko  |
| 20.  | ME 2013 | Klagenfurt                           | Rakousko   | Španělsko  | Německo    |
| 21.  | ME 2014 | Cagliari                             | Nizozemsko | Švýcarsko  | Německo    |
| 22.  | ME 2015 | Klagenfurt                           | Německo    | Rusko      | Polsko     |
| 23.  | ME 2016 | Biel                                 | Německo    | Česko      | Německo    |
| 24.  | ME 2017 | Jūrmala                              | Německo    | Česko      | Německo    |
| 25.  | ME 2018 | Apeldoorn, Rotterdam, Haag a Utrecht | Nizozemsko | Švýcarsko  | Česko      |
| 26.  | ME 2019 | Moskva                               | Lotyšsko   | Polsko     | Španělsko  |
| 27.  | ME 2020 | Jūrmala                              | Švýcarsko  | Německo    | Rusko      |
| 28.  | ME 2021 | Vídeň                                | Švýcarsko  | Nizozemsko | Německo    |
| 29.  | ME 2022 | Mnichov                              | Lotyšsko   | Švýcarsko  | Nizozemsko |
| 30.  | ME 2023 | Vídeň                                | Švýcarsko  | Španělsko  | Německo    |
| 31.  | ME 2024 | Haag, Arnhem a Apeldoorn             | Německo    | Itálie     | Švýcarsko  |
| 32.  | ME 2025 | Düsseldorf                           | Ukrajina   | Francie    | Německo    |

Medaile dle zemí
| Poř. | Země       | Zlato | Stříbro | Bronz | Celkem |
| ---- | ---------- | ----- | ------- | ----- | ------ |
| 1    | Německo    | 9     | 7       | 11    | 27     |
| 2    | Itálie     | 5     | 2       | 5     | 12     |
| 3    | Švýcarsko  | 4     | 4       | 2     | 10     |
| 4    | Nizozemsko | 3     | 5       | 2     | 10     |
| 5    | Řecko      | 3     | 1       | 0     | 4      |
| 6    | Lotyšsko   | 3     | 0       | 0     | 3      |
| 7    | Česko      | 2     | 3       | 4     | 9      |
| 8    | Rusko      | 1     | 1       | 1     | 3      |
| 9    | Rakousko   | 1     | 1       | 0     | 2      |
| 10   | Ukrajina   | 1     | 0       | 0     | 1      |
| 11   | Norsko     | 0     | 3       | 3     | 6      |
| 12   | Španělsko  | 0     | 2       | 2     | 4      |
| 13   | Francie    | 0     | 2       | 0     | 2      |
| 14   | Polsko     | 0     | 1       | 1     | 2      |
| 15   | Finsko     | 0     | 0       | 1     | 1      |